# Yahya Jabrane
Yahya Jabrane (en árabe: يحيى جبران‎; Settat, 18 de junio de 1991) es un futbolista marroquí que juega en la demarcación de centrocampista para el Kuwait S. C. de la Liga Premier de Kuwait.

## Selección nacional
Hizo su debut con la selección de fútbol de Marruecos el 21 de enero de 2018 en un partido de Campeonato Africano de Naciones de 2018 contra Sudán que finalizó con un resultado de empate a cero. Además fue convocado por el seleccionador Walid Regragui para disputar la Copa Mundial de Fútbol de 2022 con la selección de fútbol de Marruecos.

### Participaciones en Copas del Mundo
| Mundial      | Sede  | Resultado     | Partidos | Goles |
| ------------ | ----- | ------------- | -------- | ----- |
| Mundial 2022 | Catar | Cuarto puesto | 2        | 0     |

### Goles internacionales
| # | Fecha                  | Estadio                                   | Oponente | Gol | Resultado | Competición                             |
| - | ---------------------- | ----------------------------------------- | -------- | --- | --------- | --------------------------------------- |
| 1 | 18 de enero de 2021    | Stade de la Reunificación, Duala, Camerún | Togo     | 1-0 | 1-0       | Campeonato Africano de Naciones de 2020 |
| 2 | 4 de diciembre de 2021 | Estadio Áhmad bin Ali, Rayán, Catar       | Jordania | 0-1 | 0-4       | Copa Árabe de la FIFA 2021              |

## Clubes
| Club                   | País                   | Año       | Partidos | Goles |
| ---------------------- | ---------------------- | --------- | -------- | ----- |
| Raja Beni Mellal       | Marruecos              | 2013-2015 | 10       | 0     |
| MC Oujda               | Marruecos              | 2015-2016 | 27       | 1     |
| Hassania Agadir        | Marruecos              | 2016-2018 | 59       | 1     |
| Dibba Al Fujairah Club | Emiratos Árabes Unidos | 2018-2019 | 16       | 5     |
| Wydad AC               | Marruecos              | 2019-2024 | 217      | 34    |
| Kuwait S. C.           | Kuwait                 | 2024-     | 12       | 7     |